# Баффи — истребительница вампиров (телесериал)
«Баффи — истребительница вампиров» (англ. Buffy the Vampire Slayer) — американский молодёжный телесериал с Сарой Мишель Геллар в главной роли о судьбе американской девушки, обладающей сверхчеловеческими силами. Сериал создан по мотивам одноимённого полнометражного фильма 1992 года. Начинаясь как комедийный фильм ужасов, с каждым сезоном сериал становился всё мрачнее и драматичнее. По сюжету Баффи переезжает в городок Саннидейл, переполненный потусторонними существами, которых ей поручено истреблять.
В 1999—2004 выходил телесериал спин-офф «Ангел», повествующий о дальнейшей судьбе вампира с душой Ангела, покинувшего Саннидейл и истребительницу Баффи и переехавшего жить в Лос-Анджелес.

## Сюжет
| Сезон | Сезон | Эпизоды | Оригинальная дата показа | Оригинальная дата показа | Телеканал | Телеканал |
| Сезон | Сезон | Эпизоды | Премьера сезона          | Финал сезона             | Телеканал | Телеканал |
| ----- | ----- | ------- | ------------------------ | ------------------------ | --------- | --------- |
|       | 1     | 12      | 10 марта 1997            | 2 июня 1997              | The WB    |           |
|       | 2     | 22      | 15 сентября 1997         | 19 мая 1998              | The WB    |           |
|       | 3     | 22      | 29 сентября 1998         | 13 июля 1999             | The WB    |           |
|       | 4     | 22      | 5 октября 1999           | 23 мая 2000              | The WB    |           |
|       | 5     | 22      | 26 сентября 2000         | 22 мая 2001              | The WB    |           |
|       | 6     | 22      | 2 октября 2001           | 21 мая 2002              | UPN       |           |
|       | 7     | 22      | 24 сентября 2002         | 20 мая 2003              | UPN       |           |

### Сезон 1
Баффи сожгла спортзал, полный вампиров, поэтому ей пришлось переехать вместе с матерью Джойс в небольшой городок Саннидэйл, где её встречает новый Наблюдатель, школьный библиотекарь Руперт Джайлз, и новые проблемы: древний вампир Мастер готовит Конец света, а сама Баффи влюбилась в Ангела — вампира с человеческой душой. Кроме того, новые друзья девушки, Уиллоу, Ксандер и Корделия, постоянно попадают в неприятности.

### Сезон 2
Роман Баффи и Ангела не успевает набрать обороты, как после первой ночи вместе, Ангел теряет душу и становится вампиром в полном смысле — самым кровожадным и жестоким демоном, веками терроризировавшим мир — Ангелус хочет смерти Баффи, а помочь ему в этом готовы его давние компаньоны: вампир Спайк и его пассия Друсилла, настолько же коварные, насколько и непредсказуемые. А в город приезжает новая Истребительница Кендра, призванная в минуты клинической смерти Баффи после встречи с Мастером.

### Сезон 3
Выпускной год в школе приготовил для Баффи много сюрпризов — мэр Уилкинс оказывается древним демоном, желающим захватить мир и привести его к Апокалипсису, а новая Истребительница Фэйт, ставшая лучшей подругой Баффи, после несчастного случая, в результате которого погиб человек, становится приспешницей мэра, таким образом у Истребительницы появляются сразу два сильных врага. Кроме того, Ангела удаётся вернуться в мир живых из измерения демонов, и он вновь обладает душой, благодаря проклятию Уиллоу, которое она успела наложить на Ангела перед тем, как его проглотил Акатла.

### Сезон 4
Школа позади, Баффи и её друзья поступают в колледж Саннидэйла. Вскоре выясняется, что в секретной лаборатории под зданием колледжа работает правительственная организация под названием Инициатива, которая ловит и изучает демонов. Когда вампир Спайк возвращается в Саннидейл, намереваясь убить Истребительницу, он попадается бойцам Инициативы. Ему вживляют чип, лишающий Спайка способности убивать людей. Чтобы выжить, он вынужден прибегать к помощи Баффи и её друзей. Баффи влюбляется в Райли — студента-старшекурсника и командира группы по охоте на демонов. Вместе они выходят на охоту. Борцы с демонами не подозревают, что в стенах организации профессор Мэгги Уолш использует добываемые ими знания и материалы, чтобы создать непобедимого искусственного супер-солдата Адама, более страшного, чем любой демон. История Франкенштейна повторяется — искусственный монстр, едва придя в себя, убивает создательницу и вырывается на свободу. Военные бессильны, и команде Истребительницы вместе с примкнувшим к ним Райли приходится браться за дело самим.

### Сезон 5
В жизни Баффи появляется непонятно откуда взявшаяся сестра Дон. Кто она? Почему все вокруг помнят её с детства? Райли уходит. Жестокая богиня Глори охотится за таинственным Ключом, который позволит открыть дверь в другой мир; для нашего мира это будет означать конец. Спайк влюбляется в Баффи и делает всё, чтобы добиться ответных чувств. Умирает мама Баффи — Джойс после долгой болезни и операции. Предотвращая очередной глобальный катаклизм, Баффи для спасения жизни сестры вынуждена пожертвовать собой.

### Сезон 6
После смерти Баффи, пожертвовавшей жизнью ради спасения мира, Саннидэйл находится в хаосе. Друзья Баффи решают воскресить Истребительницу, не подозревая, что вырвали её из Рая, вновь обрекая на земные страдания. Тара, девушка Уиллоу, озабочена влиянием магии, которое она оказывает на Уиллоу. Между тем, в городе появилась троица неудачливых, но достаточно опасных изобретателей, решивших прославиться на весь мир в качестве супер-злодеев. Поначалу их творения кажутся нелепыми, но трагедия, которая изменит жизнь Уиллоу раз и навсегда, скоро случится именно по их вине…

### Сезон 7
В Саннидэйле построили новую школу, куда Дон поступает в качестве ученицы, а Баффи — специалиста по «трудным» подросткам. Но спокойной учёбе и жизни, видимо, не бывать: во всём мире пробуждаются силы зла. Британский Совет уничтожен, во всём мире идёт охота на потенциальных Истребительниц. Команда Баффи, пробиваясь сквозь личные проблемы и противодействие сил тьмы, готовится к «последнему и решительному» бою. В результате этого боя Саннидэйл полностью разрушен, Адова Пасть — уничтожена, а все девушки в мире, потенциально способные стать Истребительницами, стали ими, получив необходимые силы и способности.

## В ролях
- Сара Мишель Геллар в роли Баффи Саммерс - одна из сильных истребительниц. Имела отношения с Ангелом и Спайком.
- Николас Брендон в роли Ксандера Харриса
- Элисон Ханниган в роли Уиллоу Розенберг
- Дэвид Борианаз в роли Ангела — вампир, которому 270 лет. В прошлом был одним из кровожадных вампиром, которого знали как Ангелус, но в 1898 году получил свою душу обратно. Один из сильнейших и опытных вампиров.
- Каризма Карпентер в роли Корделии Чейз
- Энтони Стюарт Хэд в роли Руперта Джайлза
- Элайза Душку в роли Фэйт
- Кристин Сазерленд в роли Джойс Саммерс
- Мишель Трахтенберг в роли Дон Саммерс
- Джеймс Марстерс в роли Спайка — вампир, которому 140 лет. Один из сильнейших и опытных вампиров. Именно он в XX веке убил двух опытных истребительниц.
- Джульетт Ландау в роли Друсиллы — вампирша, обратившая Спайка в XIX веке, ей более 160 лет.
- Джули Бенц в роли Дарлы — вампирша, обратившая Ангела в XVIII веке, ей более 400 лет
- Мерседес Макнаб в роли Хармони Кендэлл
- Сет Грин в роли Оза (Дэниела Озборна)
- Марк Блукас в роли Райли Финна
- Робиа ЛаМорте в роли Дженни Кэлендар
- Эмма Коулфилд в роли Ани
- Эмбер Бенсон в роли Тары Маклей
- Элизабет Энн Аллен в роли Эми Мэдисон
- Армин Шимерман в роли Директора Снайдера
- Дэнни Стронг в роли Джонатана Левинсона
- Том Ленк в роли Эндрю Уэллса
- Айари Лаймон в роли Кеннеди
- Клэр Крамер в роли Глори
- Педро Паскаль в роли Эдди

## Музыка
Главная музыкальная тема сериала, играющая во вступительной заставке и финальных титрах, называется «Buffy The Vampire Slayer Theme» и звучит в исполнении группы Nerf Herder. В серии «Суперзвезда» Джонатан, суперзвезда, исполняет различные хиты группы «Royal Crown Revue».

## Релиз

### Трансляция в США
Первые пять сезонов сериала выходили в США на телеканале «The WB Television Network», а последние два транслировались на «UPN».

## Продолжения и спин-оффы

### Ангел
С 1999 по 2004 года в эфир «The WB Television Network» выходил сериал «Ангел», главными героями которого стали вампир Ангел и Корделия Чейз.

### Сезоны 8-12
После окончания седьмого сезона издательство «Dark Horse» начало выпуск основной серии-продолжения — в таком формате были выпущены серии «Сезон 8», «Сезон 9», «Сезон 10», «Сезон 11» и «Сезон 12». Позже одиночные выпуски всех серий были собраны в издания в мягкой обложке (англ. Tradepaperback), полную коллекцию (англ. Omnibus) и библиотечные издания (англ. Library Edition) вместе с дополнительными материалами — эскизами и альтернативными обложками. Кроме того, каждая «сезонная» серия включала специальные выпуски и мини-серии спин-оффы.

### Отменённые проекты
Работа над мультсериалом началась в 2001 году — был создан презентационный ролик и написаны сценарии 6-ти эпизодов, однако студия «20th Century Fox» решила не запускать проект в производство.
Также в разное время велась работа над разработкой других проектов спин-оффов: сериалами «Faith The Vampire Slayer» (об истребительнице-ренегате Фэйт), «Ripper» (о смотрителе Руперте Джайлзе), «Slayer School» (о новых истребительницах после финала основного сериала) и полнометражном фильме «Spike» о похождениях вампира Спайка.